# Руський народний дім (Борщів)
Руський народний дім — культурна установа в місті Борщеві Тернопільської области. Пам'ятка архітектури місцевого значення.

## Історія
1909 року з ініціативи місцевого адвоката Михайла Дорундяка збудовано Народний дім (архітектор Василь Нагірний). Значну частину коштів на його зведення пожертвував Михайло Грушевський. Фінансову допомогу також надавили Олександр Окуневський, Олександр Колесса, Микола Шухевич, Іван Горбачевський, Іван Пулюй та інші.
При Народному домі діяли товариство «Просвіта», Повітовий союз кооператив (об'єднував 63 особи, голова — Степан Воркун); виступав львівський театр товариства «Руська бесіда» (зокрема Марко Кропивницький (у 1875), Степан Янович та Лесь Курбас). 
Від середини серпня 1914 до кінця липня 1917 року Борщів — під окупацією російських військ. Тоді ж вони конфіскували та пограбували майно українських товариств і Народного дому.
Протягом 1988—1989 років проведено реконструкцію приміщення Народного дому, в якому нині працюють музеї — Борщівський обласний краєзнавчий музей і Тараса Шевченка.